# Raionul Voznesensk (pre-2020), Mîkolaiiv
Voznesensk (în ucraineană Вознесенський район, transliterat: Voznesenskîi raion) este un raion în regiunea Mîkolaiiv, Ucraina. Reședința sa este orașul regional Voznesensk, care nu aparține raionului.

## Demografie
Componența lingvistică a raionului Voznesensk
     Ucraineană (89,57%)
     Rusă (8,22%)
     Română (1,58%)
     Alte limbi (0,35%)
Conform recensământului din 2001, majoritatea populației raionului Voznesensk era vorbitoare de ucraineană (89,57%), existând în minoritate și vorbitori de rusă (8,22%) și română (1,58%).